# Samir Chibani
Samir Chibani (en arabe : سمير شيباني) est un haut fonctionnaire algérien né en 1963 à Oum El Bouaghi, Algérie. Il occupe le poste de wali de la wilaya d'Oran depuis le 28 novembre 2024. Avant cette nomination, il a été wali de la wilaya de Sidi Bel Abbès depuis le 14 septembre 2022.

## Biographie

### Jeunesse et formation
Samir Chibani est né en 1963 dans la ville d’Oum El Bouaghi, située dans l’est de l’Algérie. Il est diplômé de l’École Nationale d’Administration (ENA) d’Alger, où il a suivi une formation spécialisée dans les domaines de l’administration publique.

### Carrière professionnelle

#### Chef de daïra
Samir Chibani commence sa carrière administrative en occupant plusieurs postes au sein de l’administration avant d’être promu chef de daïra, fonction qu’il a exercée successivement dans différentes régions :
- De 1997 à 2001, il est chef de daïra à Ras El Ayoun dans la wilaya de Batna[1],[2].

- De 2001 à 2009, il occupe le même poste à Dahmouni dans la wilaya de Tiaret[3],[4].

- De 2009 à 2012, il est chef de daïra à Khemis El Khechna dans la wilaya de Boumerdès[5],[6].

- En 2012, il est affecté à El Harrouch dans la wilaya de Skikda, où il termine son mandat en tant que chef de daïra[7],[8].

#### Chef de cabinet du Wali
À la suite de ses fonctions en tant que chef de daïra, Samir Chibani est nommé chef de cabinet dans la wilaya de Tizi Ouzou. Il y joue un rôle clé dans la coordination des projets de développement local et la supervision administrative.
Il est ensuite affecté comme chef de cabinet dans la wilaya de Chlef.

#### Chargé d'études et de synthèse à la présidence de la République
En 2020, Samir Chibani est nommé chargé d'études et de synthèse à la Présidence de la République algérienne. Dans cette fonction, il a participé à l'élaboration de rapports stratégiques et au suivi de dossiers prioritaires au niveau national, en particulier dans le cadre de programmes de développement territorial et d’amélioration de la gouvernance,.

#### Directeur d'études à la présidence de la République
Fort de son expérience, il est promu directeur des études à la présidence de la République le 26 avril 2022. Il a contribué à la coordination de projets stratégiques nationaux, notamment dans le cadre du programme de développement des zones d’ombre, visant à réduire les inégalités territoriales et améliorer les conditions de vie dans les régions rurales et marginalisées,.

#### Wali de Sidi Bel Abbès
Le 14 septembre 2022, Samir Chibani est nommé wali de la wilaya de Sidi Bel Abbès. Pendant son mandat, il s’est particulièrement investi dans le développement économique de la wilaya. Son action a porté sur la modernisation des infrastructures locales et le renforcement des services publics essentiels,,.

#### Wali d'Oran
Le 28 novembre 2024, Samir Chibani est promu au poste de wali de la wilaya d’Oran, l’une des régions les plus importantes d’Algérie. Il succède à Saïd Sayoud, nommé à la tête du ministère des Transports. Sa nomination intervient dans un contexte marqué par des défis liés à l’urbanisme et à l’économie locale,,,,,.